# Царенкова, Анастасия Сергеевна
Анастасия Сергеевна Царенкова (род. 7 июля 1998, Москва) — российская футболистка, полузащитник.

## Биография
В 2008 году стала заниматься футболом в СДЮСШОР № 46 (Москва). Первый тренер — Шустикова Светлана. В 2010 году перешла в школу «Чертаново».

## Карьера

### Клубная
За «Чертаново» дебютировала в высшей лиге России 29 августа 2015 года в матче против «Рязань-ВДВ», выйдя на замену на 86-й минуте вместо Эльмиры Пискуновой. Всего в 2015—2016 годах сыграла 4 неполных матча.
Также выступала за молодёжный состав «Чертаново» в первом дивизионе.

### В сборной
За сборную России до 17 лет дебютировала 13 октября 2013 года против Австрии (1:5), выйдя на замену на 41 минуте матча. За сборную России до 19 лет дебютировала 27 марта 2015 года в матче против сборной Румынии (2:5), выйдя на замену на 79 минуте матча. Всего в сборных младших возрастов сыграла 16 матчей и забила один гол.

## Достижения
- Бронзовый призёр Первенства России по футболу среди женских команд первой лиги 2016 год